# Frank Albanese
Frank Albanese (* 16. Mai 1931 in Long Island, New York City; † 5. Oktober 2015 in Staten Island, New York City) war ein US-amerikanischer Schauspieler.

## Leben
Albanese war in seiner Jugend als Boxer aktiv. Unter seinem Trainer Rocky Graziano  bestritt er 14 Kämpfe, die er alle per Knockout beendete. Nach dem Ende seiner Sportkarriere arbeitete er als Hafenarbeiter. Sein Filmdebüt hatte Albanese 1971 in einer im Abspann nicht genannten Statistenrolle in Arthur Hillers Filmkomödie Hotelgeflüster. Erstmals stellte er im Fernsehfilm Honor Thy Father einen Mafioso dar. Erst 1989 war er wieder als Schauspieler zu sehen: In der Fernsehshow America’s Most Wanted spielte er den Mobster Paul Castellano. Im darauf folgenden Jahr hatte er eine Nebenrolle als Rechtsanwalt in Martin Scorseses Oscar-prämiertem Mafiafilm GoodFellas – Drei Jahrzehnte in der Mafia. Bekanntheit beim internationalen Fernsehpublikum errang er durch seine wiederkehrende Nebenrolle als Patrizio Blundetto (Uncle Pat) in der HBO-Serie Die Sopranos.

## Filmografie
- 1971: Hotelgeflüster (Plaza Suite)
- 1973: Honor Thy Father (Fernsehfilm)
- 1989: America’s Most Wanted (Fernsehshow)
- 1990: GoodFellas – Drei Jahrzehnte in der Mafia (Goodfellas)
- 1995: Dead Presidents
- 2004–2007: Die Sopranos (Fernsehserie)
- 2005: Rose Woes and Joe’s
- 2007: Mattie Fresno and the Holoflux Universe
- 2008: Meatballs, Tomatoes and Mobsters
- 2010: Old Secrets No Lies
- 2010: Shake Road
- 2012: A Dance with Andrea (Kurzfilm)
- 2013: Divided (Kurzfilm)